# Пишитела (Беневенто)
Пишитела је насеље у Италији у округу Беневенто, региону Кампанија.
Према процени из 2011. у насељу је живело 73 становника. Насеље се налази на надморској висини од 288 м.